# Igor Razoronov
Igor Anatoliyovych Razoronov, né le 25 mars 1970, est un haltérophile ukrainien.

## Biographie
Igor Razoronov naît le 25 mars 1970.
Il participe aux Jeux olympiques d'été de 2008 à Pékin, mais est disqualifié après avoir été testé positif à la nandrolone,.